# Gottfried Silbermann

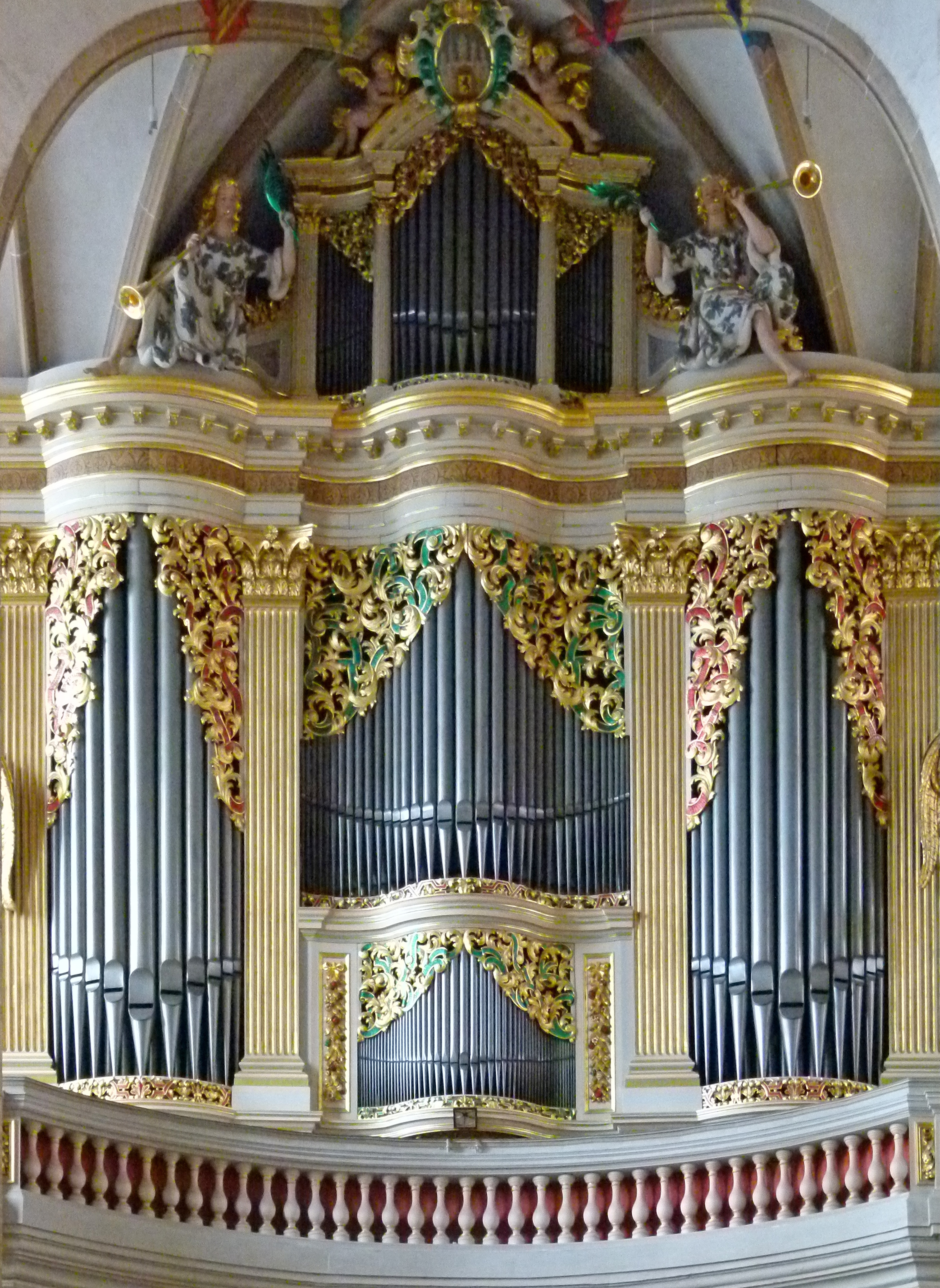
Große Silbermann-Orgel im Freiberger Dom (1710–1714)

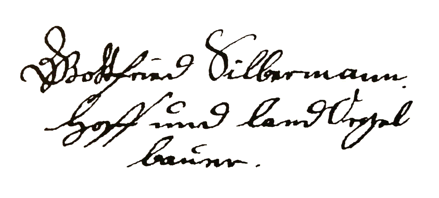
Namenszug 1724 mit dem Titel „Hoff und Land Orgelbauer“

Gottfried Silbermann (* 14. Januar 1683 in Kleinbobritzsch; † 4. August 1753 in Dresden) gilt als der bedeutendste mitteldeutsche Orgelbauer der Barockzeit. Er nahm elsässische Einflüsse in den sächsischen Orgelbau auf und schuf Instrumente, die bereits zu seinen Lebzeiten berühmt waren. Von insgesamt 50 Orgelneubauten Silbermanns sind 31 erhalten und prägen die Orgellandschaft Sachsen nachhaltig. Die Orgeln, die er und sein Bruder Andreas Silbermann sowie dessen Sohn Johann Andreas Silbermann bauten, sind als „Silbermann-Orgeln“ weltbekannt. Außerdem baute Gottfried Silbermann besaitete Tasteninstrumente, unter anderem Cembali, Clavichorde und Hammerflügel, und trieb deren Weiterentwicklung voran.

## Leben
Die Familie Silbermann lässt sich auf Gottfrieds Urgroßvater Georg († vor 1619) zurückführen. Dieser ist seit 1595 als Häusler in Kleinbobritzsch nachweisbar, wo sein Sohn Veit (* zwischen 1584 und 1591; † 1666) „Handarbeiter“ und Besitzer eines Halbhufengutes war. Gottfrieds Vater, der Bauer und spätere Zimmermeister Michael Silbermann (* Ende August 1640; † 24. Mai 1713), heiratete am 9. Juli 1660 Christina Tröger († 6. März 1676). Aus der Ehe gingen vier Kinder hervor. Am 17. September 1676 heiratete Michael in zweiter Ehe Anna Maria Preißler (* 1652; † 20. Mai 1724) aus Großwaltersdorf. Den beiden wurden 1678 der spätere Orgelbauer Andreas, 1683 Gottfried und 1696 der früh verstorbene Abraham († 1697) geboren.
Um die Jahreswende 1685/1686 zog die Familie in die benachbarte Stadt Frauenstein um. Über Gottfried Silbermanns Jugend ist wenig bekannt. Wie sein Bruder Andreas besuchte er die Stadtschule in Frauenstein. Die These, dass er in Freiberg erfolgreich eine Buchbinderlehre durchlaufen habe und 1697 freigesprochen wurde, passt nicht zu den Lebensdaten Silbermanns. Zum anderen weist Silbermanns Aussage in einem Brief vom 9. Juni 1733 auf ein frühes Interesse am Orgelbau hin: „Nachdem ich in meiner Jugend besondern Trieb zur Orgelbau-Kunst gehabt und solche in Straßburg behörig gelernet …“.

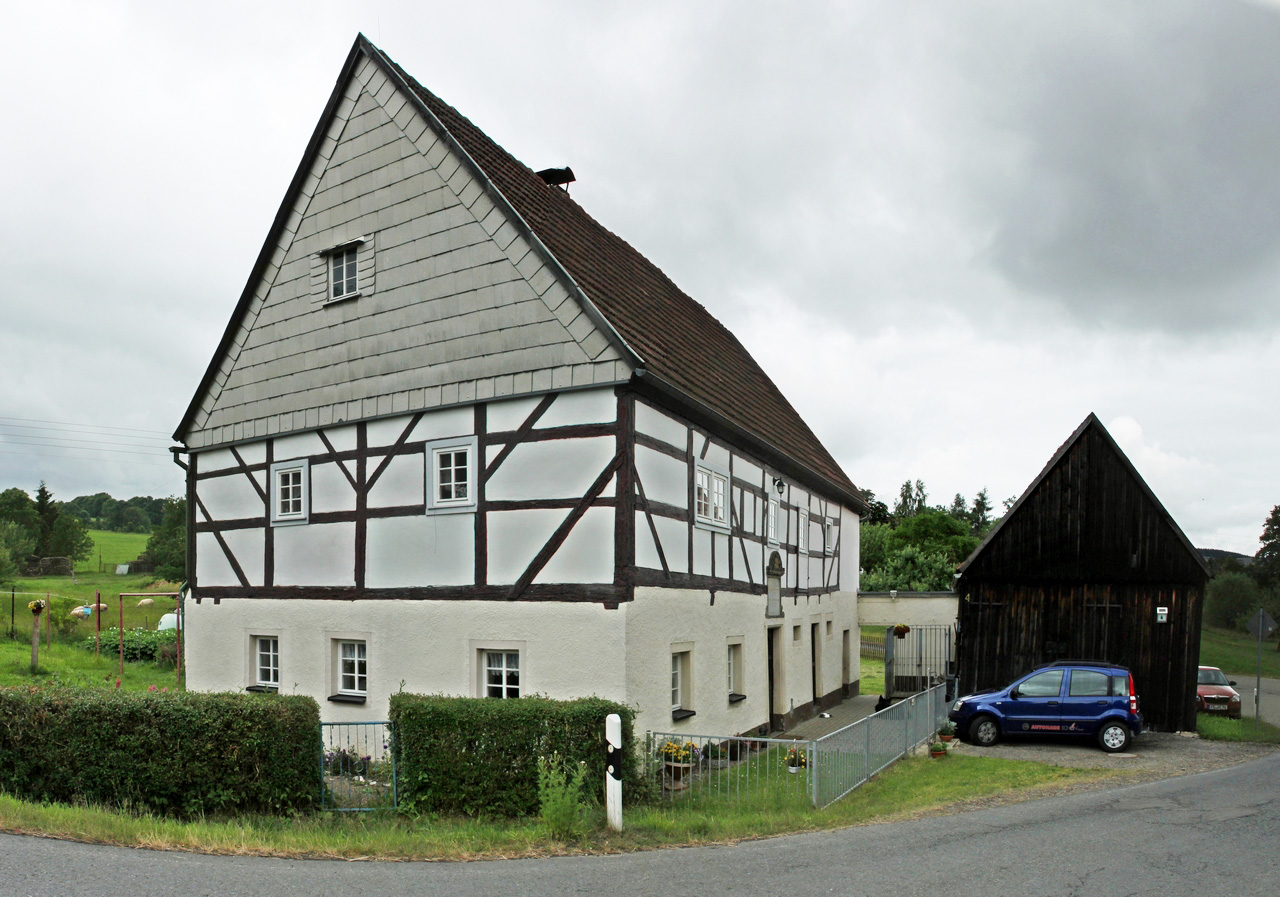
Wohnhaus (erbaut 1680) der Orgelbauerfamilie Silbermann in Kleinbobritzsch

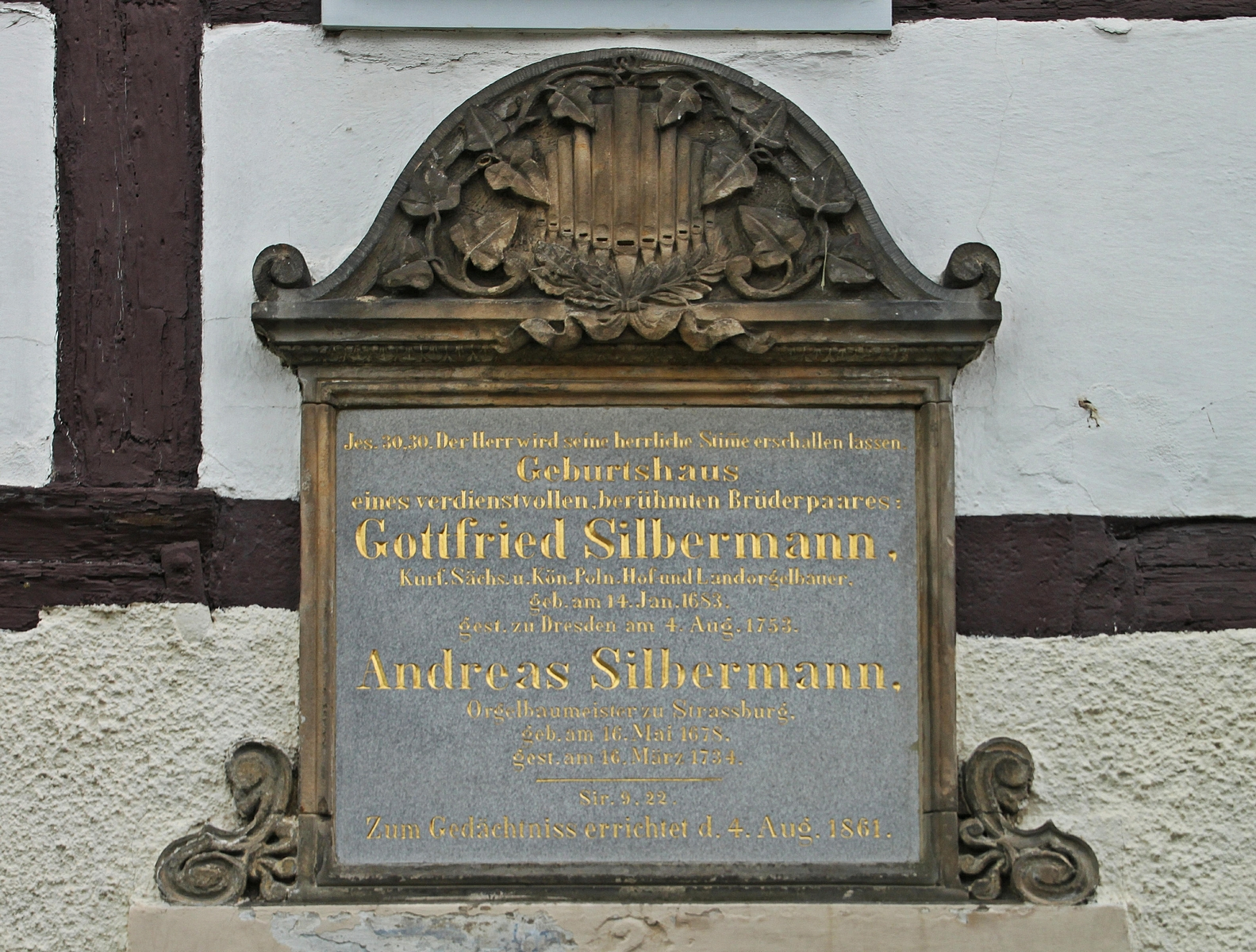
Gedenktafel für Gottfried und Andreas Silbermann am Wohnhaus in Kleinbobritzsch

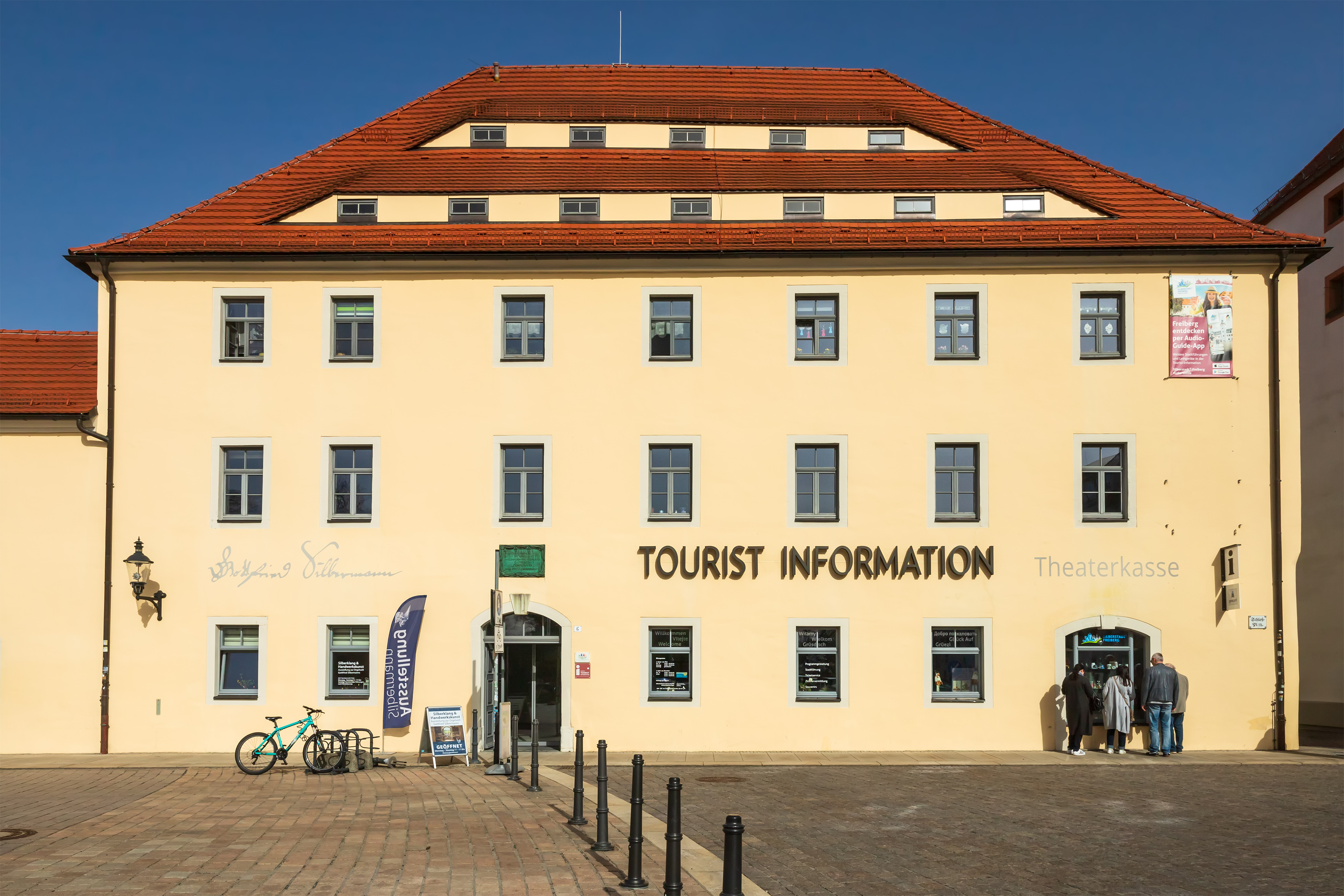
Silbermanns Wohnung und Werkstatt befanden sich von 1711 bis 1753 im ehemaligen „Regimentshaus“ (später umgebaut). Heute mit Ausstellungsräumen zu Gottfried Silbermann

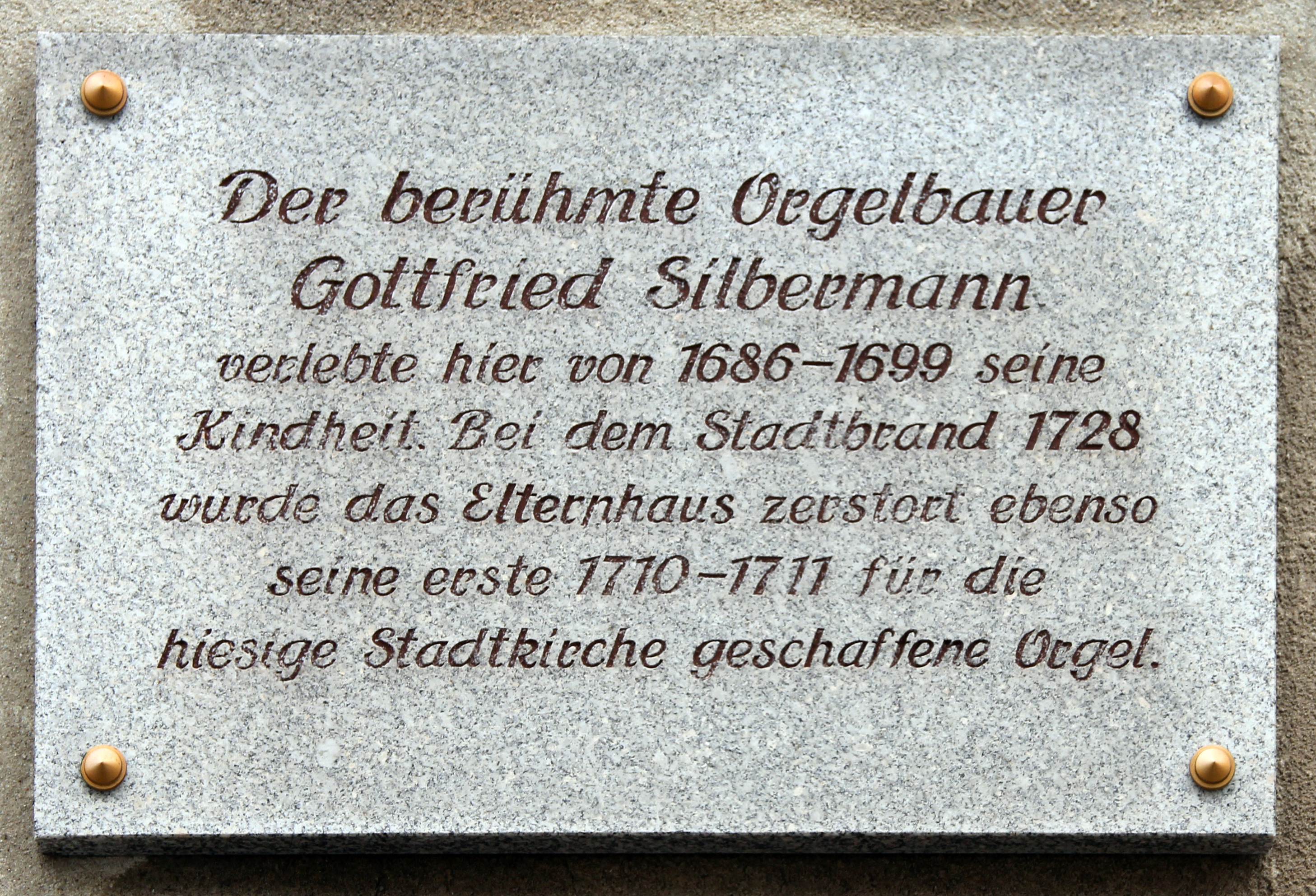
Gedenktafel am Haus Haingasse in Frauenstein (Erzgebirge)

Gottfried Silbermann ging 1702 nach Straßburg, nachdem sein älterer Bruder Andreas Silbermann am 13. März 1702 das dortige Bürgerrecht erlangt hatte, um bei ihm das Orgelbauhandwerk zu erlernen. Ab Juni 1702 ist seine Anwesenheit in Straßburg bezeugt. Dort baute er zusammen mit Andreas vier Orgeln und kam mit der französischen Orgelkultur in Berührung. Zudem entstanden dort die ersten Cembali. Von 1704 bis 1706 leitete Gottfried die Werkstatt, als sich Andreas zu Studienzwecken in Paris aufhielt. Als Meister kehrte Gottfried 1710 nach Sachsen zurück, da er seinem Bruder vertraglich zugesichert hatte, sich nicht im Elsass selbstständig zu machen. Auf seiner Reise lernte ihn in Leipzig der Thomaskantor Johann Kuhnau kennen, der von seinen theoretischen Kenntnissen begeistert war und einflussreicher Fürsprecher des jungen Orgelbauers wurde. Im Herbst 1710 wurde Silbermann durch Vermittlung von Kuhnau eingeladen, die mangelhafte Orgel in der Leipziger Paulinerkirche zu begutachten. Silbermann riet von einer Reparatur ab und legte einen Entwurf für den Neubau einer dreimanualigen Orgel mit 44 Registern, darunter einigen hierzulande unbekannten, in Frankreich jedoch sehr beliebten Stimmen, vor. Letztlich erhielt aber Johann Scheibe den Auftrag. Silbermann baute stattdessen 1711 seine erste Orgel in Deutschland für seine Heimatstadt Frauenstein und verzichtete auf Lohn, „weil Frauenstein mein Vaterland, Gott zu Ehren und der Kirche zu Liebe“. Im selben Jahr eröffnete Silbermann seine Orgelbauwerkstatt in Freiberg, wo ihn der Superintendent Christian Lehmann förderte und unterstützte. Nach fast vierjähriger Bauzeit stellte er 1714 als sein zweites deutsches Projekt die große Orgel im Freiberger Dom St. Marien fertig. Silbermann blieb ledig und wohnte bis zu seinem Lebensende in Freiberg. Für diese Stadt schuf er insgesamt fünf Orgeln, von denen noch vier erhalten sind.
Bemerkenswert ist Silbermanns an einer Wirtschaftlichkeit orientiertes Denken und Handeln, wodurch er zu einem für einen Orgelbauer zur damaligen Zeit ungewöhnlichen Wohlstand gelangte. Nach Aussage seines Neffen Johann Andreas Silbermann baute er zum Teil wesentlich zu billig. Die Einnahmen durch den Klavierbau und sein ansehnliches Privatvermögen erlaubten es Silbermann jedoch, im Orgelbau großzügig zu kalkulieren. Erkennbar ist sein Streben, möglichst viele Aufträge zu erhalten:

„»Wenn ich nichts gearbeitet hätte, und nur mein Geld welches ich in Sachsen gebracht habe, in Zinß geleget, ich wäre reicher als ich bin.« Dazu setzte er noch: »Ich habe nur alles machen wollen, nur ich«. Dabey er seinen nur auf Lob und Ruhm zielenden Affect erkante.“

Silbermann verstand es, seine Position im Markt bis nahezu zu einer Monopolstellung hin auszubauen und zu festigen. Im Jahr 1713 nahm er Zacharias Hildebrandt als Lehrling auf, obwohl dieser kein Lehrgeld zahlen konnte. Dafür verpflichtete Hildebrandt sich vertraglich, nach der Ausbildung „in Sachßen und Elsaß in keinerley Wege, ihm [= Silbermann] zum Nachtheil, etwas zu arbeiten“. Als Hildebrandt sich nicht an die Vereinbarung hielt, entbrannte zwischen den Konkurrenten zu Beginn der 1720er Jahre ein langer Rechtsstreit. Kurfürst Friedrich August I. (August der Starke) entschied 1724, dass Hildebrandt nur diejenigen Aufträge übernehmen dürfe, die Silbermann zuvor abgelehnt hatte. Spätestens 1746 kam es zu einer Aussöhnung zwischen beiden Orgelbauern.
Nicht alle Bauprinzipien Silbermanns fanden die Zustimmung von Zeitgenossen. Die Kritik von Johann Sebastian Bach ist ein Beispiel dafür, der in der Frage des Stimmungssystems andere Ansichten vertrat. Bach bemängelte den schwergängigen Anschlag der ersten Hammerflügel Silbermanns und die unzureichende Klangstärke im oberen Tonbereich. Das Verhältnis beider blieb distanziert; offensichtlich auf Silbermanns Betreiben wurde Bach nicht als Gutachter herangezogen, wenn seine fertiggestellten Orgeln geprüft wurden. Erst im Jahr 1746 kam es zur einzigen nachweisbaren Begegnung, als Bach und Silbermann gemeinsam als Orgelsachverständige bei der Abnahme der neugebauten Hildebrandt-Orgel in der Naumburger Stadtkirche St. Wenzel verpflichtet waren, vier Tage lang die Orgel prüften und miteinander ein positives Gutachten verfassten. Dieses blieb jedoch auffallend knapp und sparte alle Punkte aus, die zwischen den beiden umstritten waren.
Silbermann erkrankte 1749 schwer an Gicht. Er übertrug daher den Neubau in Frankenstein seinen Mitarbeitern, den Orgelbau der Dresdner Katholischen Hofkirche seinem ehemaligen Schüler Zacharias Hildebrandt, der maßgeblichen Anteil an diesem Werk hatte. Infolge der Erkrankung verstarb Silbermann. Er wurde am 8. August 1753 auf dem Johanniskirchhof in Dresden beigesetzt; sein Grab ist nicht erhalten. In seinem Testament setzte Silbermann, der nie verheiratet sowie kinderlos war, seinen Neffen Johann Daniel Silbermann (1717–1766) als Universalerben ein; dieser erhielt seinen Nachlass über 10.307 Taler. Kleidung, Betten und Haushaltsgeräte gingen an seinen Mitarbeiter Johann Georg Schön. Vermutlich überließ Johann Daniel diesem ebenfalls die Werkzeuge für den Orgelbau und die Holz- und Zinnvorräte. Ein Porträt Gottfried Silbermanns ist nicht überliefert.

## Werk

### Orgeln

Übersicht über alle Gottfried-Silbermann-Orgeln

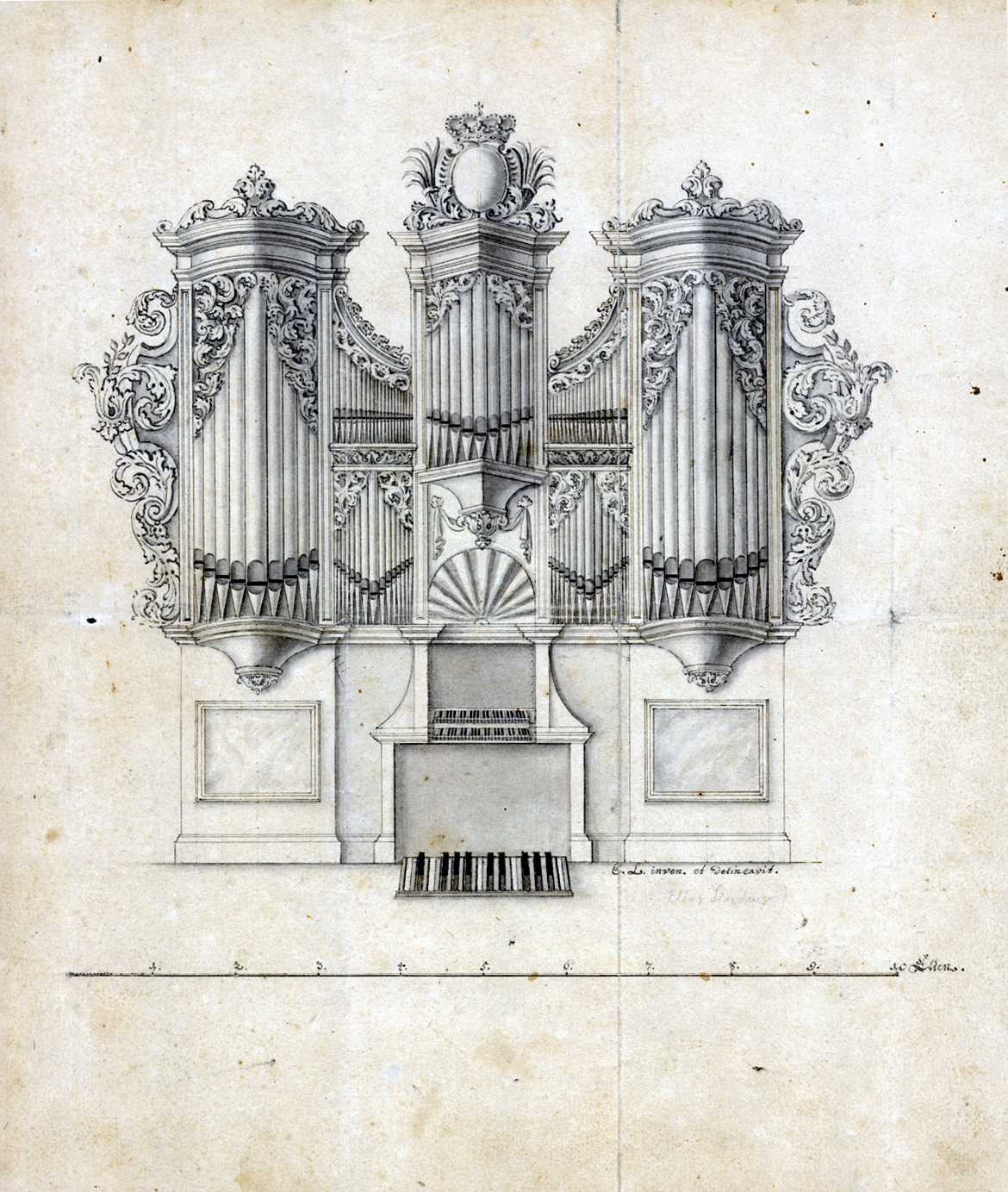
Entwurfszeichnung von Elias Lindner (um 1715) für die Jakobikirche Freiberg, die Silbermanns Angebot beigelegt wurde

Silbermanns Orgeln zeigen in ihrer klanglichen, technischen und architektonischen Gestalt ein klares und konsequent angewandtes Konzept. Dies gilt sowohl für die äußere als auch für die musikalische Gestalt. Von dieser Linie wich Silbermann, dem man eine konservative Haltung nachsagt, zeitlebens nie ab. Die Gehäuse umschließen einen kompakten Baukörper. Rückpositive wurden nie ausgeführt. Die Prospekte lassen mit Ausnahme der Freiberger Domorgel den Werkaufbau nicht erkennen. Sie sind relativ flach gehalten, gegliedert in Rund- oder Spitztürme und Flachfelder, über den Pfeifen abgeschlossen durch geschnitztes Schleierwerk, selten Lambrequins. Von Hildebrandt übernahm Silbermann für kleine zweimanualige Orgeln die platzsparende Idee eines Hinterwerks. Im Gegensatz zur Straßburger Silbermann-Werkstatt baute Gottfried Silbermann gelegentlich Pedalkoppeln zum Hauptwerk; bei kleinen Orgeln ist das Pedal meist fest an das (Haupt-)Manual angehängt. Kleinere Orgeln verfügen im Pedal, wie weithin im 18. Jahrhundert üblich, lediglich über einige 16- und 8-Fuß-Register. Springladen, vielchörige Mixturen und Transmissionen sowie den Zimbelstern setzte Silbermann nicht ein. Die Klangkronen liegen relativ tief, repetieren einheitlich auf c0, c1 und c2 und haben wenig Chöre. Ein weithin standardisierter Orgeltyp mit vereinheitlichten Mensuren und Gehäusebauten, einfacher Mechanik sowie einer eher konventionellen Disposition ermöglichte hohe Wirtschaftlichkeit und schnelle Lieferzeiten. Der Umfang der Manuale beträgt in der Regel 48 Tasten (CD–c3), bei sechs Orgeln 50 Tasten (CD–d3), der Pedalumfang CD–c1. Silbermann beschränkte sich auf fünf Orgeltypen, die deutlich voneinander abgesetzt werden können:
1. einmanualige Positive und Kleinorgeln ohne Pedal mit 5–8 Manualregistern (Opus 2, 7, 15, 19, 21, 35–37)
2. einmanualige Orgeln auf Basis des Prinzipals 8′ mit 9–15 Registern (Opus 5, 8–10, 13, 17, 18, 23, 26, 27, 31, 47, 49)
3. kleine zweimanualige Orgeln ohne 16′ im Manual mit 17–21 Registern (Opus 1, 3, 11, 22, 28, 29, 32–34, 41, 44–46, 48)
4. große zweimanualige Orgeln mit 16′ im Manual mit 22–32 Registern (Opus 12, 14, 16, 20, 24, 30, 38, 40, 42)
5. dreimanualige Orgeln mit 43–47 Registern (Opus 6, 39, 43, 50)

Hinzu kamen Silbermanns großes Organisationsvermögen und eine ökonomische, manufakturähnliche Arbeitsteilung in der Werkstatt, in der etwa ein halbes Dutzend Mitarbeiter beschäftigt waren. Die Herstellung größerer Orgelteile und der Metallpfeifen geschah in der Regel vor Ort. Zum Teil sind Kooperationen mit örtlichen Lieferanten und Handwerkern nachgewiesen. Tischler vor Ort schufen das Gehäuse aus Eichenholz nach genauen Vorgaben. Für den Zierrat im Prospekt wurde in der Regel ein Bildhauer unter Vertrag genommen. Silbermann strebte eine regionale Monopolstellung an und ließ sich diese durch fürstliche Privilegien sichern. So erhielt er am 30. Juni 1723 vom sächsischen Kurfürsten Friedrich August I., der zugleich polnischer König war, das Privileg des königlichen „Hoff- und Land-Orgel-Bauers“. Lukrative Aufträge ins Ausland (Moskau, Petersburg, Kopenhagen, Prag) lehnte er prinzipiell ab und konzentrierte sich auf ein Wirkungsfeld im Umkreis von etwa 35 Kilometern.
In der Forschung ist die Frage umstritten, welche Orgeltemperaturen Silbermann verwendete. Dies ist darauf zurückzuführen, dass keine Aussagen Silbermanns zur Orgeltemperierung überliefert sind und fast alle seine erhaltenen Orgeln im Laufe der Zeit umtemperiert wurden und meistens eine gleichstufige Stimmung erhalten haben. Vielfach wird die Auffassung vertreten, Bach habe eine erweiterte, flexiblere Stimmung gefordert, während Silbermann auf dem mitteltönigen Stimmungssystem beharrte. Nach Herbert Kelletat habe Bach dagegen Silbermanns mitteltöniger Stimmung prinzipiell zugestimmt und sie niemals kritisiert. Frank-Harald Greß zufolge vertrat Silbermann bis etwa 1716 eine Art mitteltönige, später eine wohltemperierte Stimmung. Diese sei aber nicht mit der sogenannten Silbermann-Sorge-Temperatur identisch. Rekonstruktionen der Silbermann-Stimmung erfolgten durch Wilhelm Dupont (1935), John Murray Barbour (1951), Werner Lottermoser (1965), Helmut K. H. Lange (1966/1968) und Bernhard Billeter (1979/1997).
Der Überlieferung nach ermittelte Silbermann die akustische Situation der mit einer Orgel auszustattenden Kirche, indem er in der Kirchenmitte mit einem messingbeschlagenen, spanischen Rohr kräftig auf den Boden klopfte, genau auf die Reaktion des Raumes hörte, und so die wesentlichen Parameter der künftigen Orgel bestimmte.
Klanglich waren Silbermanns frühe Werke von der französischen Klassik beeinflusst. In jedem Werk ist ein farbgebendes, kräftiges Cornet vorhanden, entweder als gemischtes Register oder in einzeln registrierbaren Reihen. Ab 1720 brach Gottfried Silbermann mit der französischen Tradition und baute im Hauptwerk vorwiegend dreichörige Cornets ab c1. Sie erhielten einen anderen Standort unmittelbar auf der Lade in der Nähe des Prospekts und erforderten auch eine andere Registrierung, da sie nach den Angaben Silbermanns zusammen mit einem 8′ und einem 4′ für solistische Zwecke eingesetzt werden sollten. In kleinen einmanualigen Orgeln dienen sie für Grand-Jeu-Registrierungen. Als deutsche Einflüsse sind beispielsweise Gambe, Quintadena und Register in Ein-Fuß-Lage zu nennen. Anders als sein Bruder Andreas baute Gottfried Register wie Spitzflöten, Gemshorn und Viola di Gamba (eine relativ weite Spitzflöte) in konischer Bauweise. Für die offenen Register einschließlich der Quintadena verwendete die Freiberger Werkstatt eine Legierung mit einem hohen Zinnanteil, während lediglich der Pfeifenkörper der Gedackten und Rohrflöten stark bleihaltig war. Silbermann erzielte einen glänzenden wie kräftigen, gravitätischen Klang der vollen Orgel („Plenum“), wie er zur Begleitung des Gemeindegesangs und für repräsentative Figuralmusik (gottesdienstliche Ensemblemusik) erforderlich war, durch einen hohen Winddruck und eine sehr breite Labiierung der Pfeifen.
Silbermann verwendete die besten Materialien, unter anderem hochprozentiges englisches Zinn. Von den Zeitgenossen wurde dem Orgelbauer das höchste handwerkliche und künstlerische Niveau bescheinigt. Die Intonation des Pfeifenwerks behielt sich der Meister immer selber vor. Soweit bekannt, wurden bei keiner Orgelabnahme Mängel am Instrument festgestellt oder Nachbesserungen gefordert. Einige Kirchengemeinden verzichteten sogar auf eine Überprüfung ihrer neuen Orgel, da sie Silbermann offensichtlich vertrauten und um die Kosten für die externen Gutachter zu sparen.
Probleme bereiteten bei späteren Restaurierungen die von Silbermann in seinen ersten Orgeln (unter anderem noch in der Orgel in Pfaffroda) gewählten, geringen Wandstärken der Metallpfeifen, welche sich auf die Langzeitstabilität der Pfeifen ungünstig auswirkten. Später erhöhte er die Materialstärken etwas, wodurch die Pfeifen deutlich stabiler wurden.
Gottfried Silbermann schuf im Laufe seiner Tätigkeit etwa 50 Orgeln. In Sachsen sind noch 31 Orgeln erhalten, darunter die berühmten Instrumente in Freiberg und in der Katholischen Hofkirche in Dresden.
Zeitweise wurde die Silbermann-Orgel für die ideale Bach-Orgel gehalten. Abgesehen von den wahrscheinlichen Meinungsverschiedenheiten zwischen Silbermann und Bach in Stimmungsfragen (siehe oben) ist fraglich, ob Silbermanns Dispositionen in allen Einzelheiten Bachs Vorstellungen entsprachen. Der Bach-Schüler Johann Friedrich Agricola bemängelte und lobte folgende Aspekte:

„An seinen Orgeln, finden ächte Orgelkenner [in erster Linie Bach gemeint] weiter nichts zu tadeln, als: die allzueinförmige Disposition, welche blos aus einer übertriebenen Behutsamkeit, nichts von Stimmen zu wagen, wovon er nicht ganz gewiß versichert war, daß ihm nichts daran mißrathen würde, herrührte; ferner die allzueigensinnige Temperatur, und endlich die allzuschwachen Mixturen und Cimbeln, ... Drey Dinge, welche er alle sehr leicht hätte ändern können. Dagegen bewundern Kenner: die vortrefliche Sauberkeit, Güte und Dauerhaftigkeit, der Materialien sowol als der Arbeit; die große Simplicität der inneren Anlage, die ungemein prächtige und volle Intonation; und die überaus leicht und bequem zu spielenden Claviere.“

Zungenstimmen, deren „großer Freund“ Bach nach Agricolas Zeugnis war, sind mitunter sparsam disponiert (bei kleinen zweimanualigen Silbermann-Orgeln fehlen sie in den Manualen ganz). Silbermanns meist mixturloses Pedal hat kaum Cantus-firmus- und Oberton-Register, wie Bachs Pedalparte oft verlangen, und den von Silbermann gewählten Tastaturumfang (CD–c3, Pedal CD–c1) überschritt Bach in einigen Kompositionen. Der Orgelexperte Klinda fasst daher folgendermaßen zusammen:

„Silbermanns Schaffen war ein wesentlicher Beitrag zur Orgelbaukunst, dennoch entsprechen seine Instrumente nicht Bachs Orgel-Ideal, obgleich viele Bach-Werke auf diesen Orgeln künstlerisch befriedigend zu interpretieren sind.“

Hinsichtlich seiner Klage über die „allzuschwachen Mixturen“ scheint Agricola aber offensichtlich nicht mit den Registrieranweisungen Silbermanns vertraut gewesen zu sein, der zur Aufhellung des „Plenums“ immer die hoch liegenden Register Quinte 11/3′ und Sifflet 1′ und eine Koppelung der Manuale vorsah. Silbermann konzipierte in kleineren Orgeln, die Bach und Agricola wahrscheinlich nicht kennen gelernt hatten, die Mixturen höher.

### Besaitete Tasteninstrumente

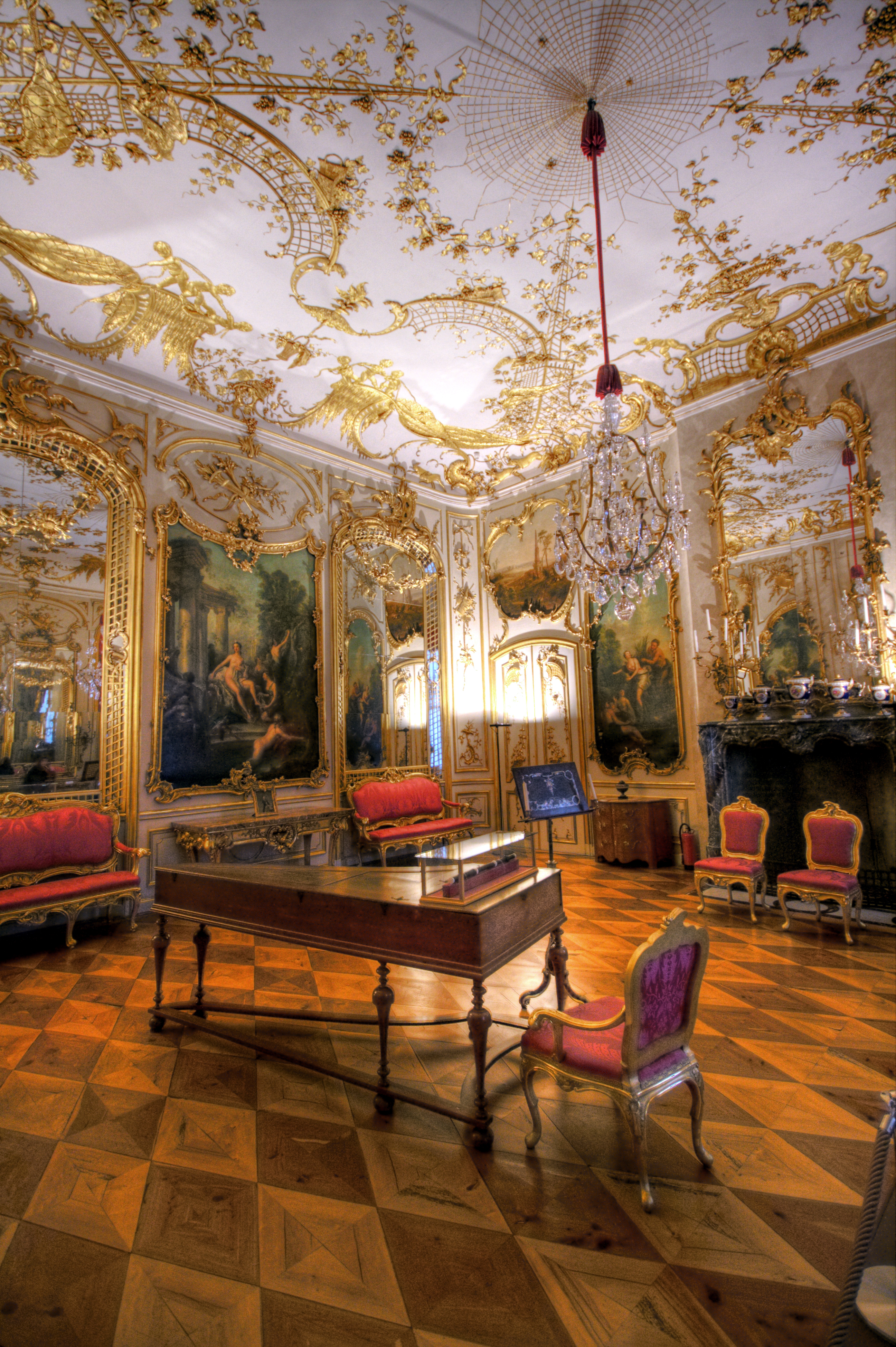
Originaler Hammerflügel von Silbermann (Freiberg, 1746)

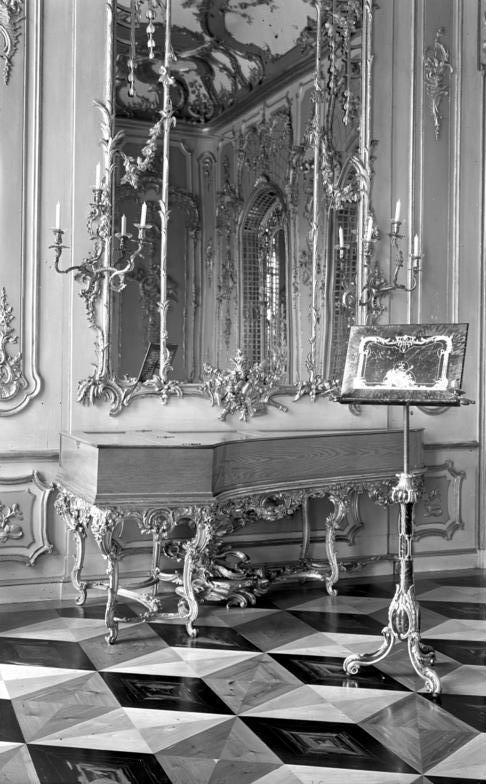
Originaler Hammerflügel von Silbermann (Freiberg, 1747)

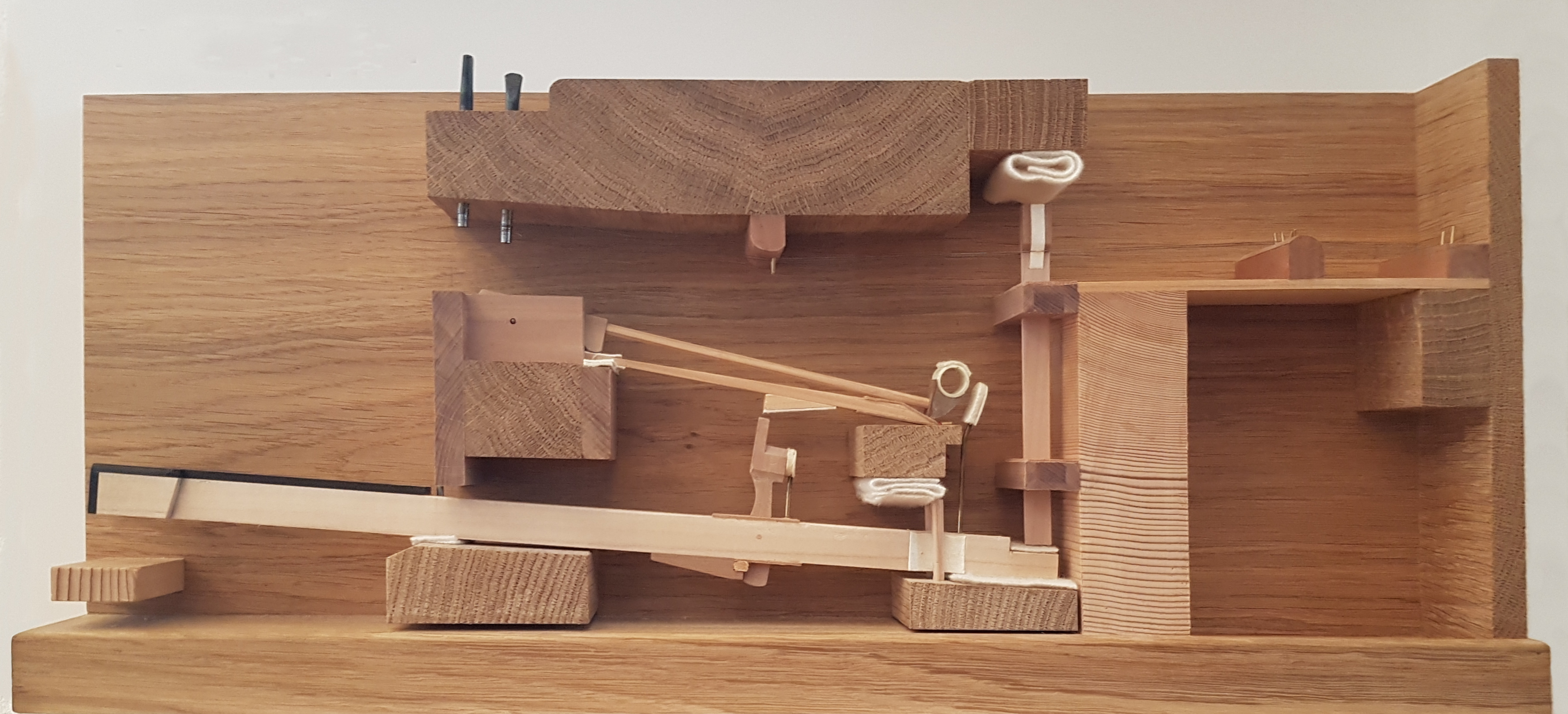
Hammerflügelmechnismus von Gottfried Silbermann: Der Anschlag auf die Saite erfolgt durch eine befilzte Pergamentrolle.

Gottfried Silbermann war nicht nur als Orgelbauer, sondern auch als Erbauer von Cembali, Clavichorden und Hammerflügeln berühmt. Bereits während seiner Straßburger Zeit baute er als Lehrling und Geselle bei seinem Bruder Andreas besaitete Tasteninstrumente. Die Produktion von Cembali und Clavichorden erreichte in den 1720er Jahren einen ersten Höhepunkt und führte in den 1740er Jahren zu einer großen Anzahl von exportierten „Clavieren“, darunter für den schwarzburg-rudolstädtischen und den preußischen Hof.
Silbermann war an der Weiterentwicklung im Instrumentenbau beteiligt. Über das von ihm, inspiriert von Regina Gertrud Schwarz (Ehefrau von Johann Ulrich von König), um 1720 erfundene „Clavessin d’amour“ oder „Cimbal d’amour“, ein großes Clavichord, ließ er 1723 einen Aufsatz mit einem Kupferstich drucken. Friedrich August I. erteilte ihm 1723 das Privileg für dieses Instrument und gewährte eine 15-jährige Schutzfrist. Gegenüber dem gewöhnlichen Clavichord waren die Saiten doppelt so lang und wurden von den Tangenten in der Mitte angeschlagen, sodass ein kräftigerer Ton erzeugt werden konnte. Silbermann erhielt von Pantaleon Hebenstreit auch die Lizenz zum Bau von dessen Pantal(e)on mit Schlägeln. Für dieses große Hackbrett schuf Silbermann eine Hammermechanik als Aufsatz. Das Instrument erfreute sich im 18. Jahrhundert großer Beliebtheit, bevor es vom Hammerflügel verdrängt wurde.
Große Wirkung hatte Silbermanns Hammerflügel, den er „Piano (et) Fort(e)“ nannte. Er nahm auf die Entwicklung und die Geschichte des Klavierbaus maßgeblichen Einfluss und galt zeitweise als Erfinder des Hammerflügels. Zeit seines Lebens war er an der Verbesserung der Technik interessiert und führte verschiedene Neuerungen durch. Er erfand die Dämpfungsaufhebung, deren Handmechanik mittels zweier Knöpfe am Vorsatzbrett zu bedienen war. In der späteren Geschichte des Fortepianos hat das Fortepedal diese Funktion übernommen. Zudem versah er seine Instrumente mit einem Cembalozug. Silbermann verkaufte seine Instrumente an mehrere deutsche Höfe und sorgte so dafür, dass sie bekannt und verbreitet wurden. Er übernahm zunächst die Hammermechanik von Bartolomeo Cristofori, der als eigentlicher Erfinder des Hammerflügels gilt, modifizierte die Mechanik in den Jahren 1725 bis 1732 aber auf eigene Weise. Johann Sebastian Bach lernte diese Instrumente von Silbermann kennen und schätzte sie sehr, regte aber auch Änderungen an. Ab etwa 1741 baute Silbermann Hammerflügel mit verbesserter Technik, von denen Preußens König Friedrich der Große mehrere erwarb. Von der Weiterentwicklung der Technik, die auch Bach zufriedenstellte, berichtete der Bach-Schüler Johann Friedrich Agricola:

„Herr Gottfr. Silbermann hatte dieser Instrumente im Anfange zwey verfertiget. Eins davon hatte der sel. Kapelm. Hr. Joh. Sebastian Bach gesehen und bespielet. Er hatte den Klang desselben gerühmet, ja bewundert: Aber dabey getadelt, daß es in der Höhe zu schwach lautete, und gar zu schwer zu spielen sey. … Endlich, da Hr. Silbermann wirklich viele Verbesserungen, sonderlich in Ansehung des Tractaments gefunden hatte, verkaufte er wieder eins an den Fürstlichen Hof zu Rudolstadt. … Kurz darauf liessen des Königs von Preussen Maj. eines dieser Instrumente, und als dies Dero allerhöchsten Beyfall fand, noch verschiedene mehr, vom Hrn. Silbermann verschreiben. … Hr Silbermann hatte auch den löblichen Ehrgeiz gehabt, eines dieser Instrumente, seiner neuern Arbeit, dem seel. Hrn. Kapellmeister Bach zu zeigen und von ihm untersuchen zu lassen; und dagegen von ihm völlige Gutheißung erlanget.“

Verschiedene Cembali wurden schon Silbermann zugeschrieben; lange blieb eine zweifelsfreie Herkunft nicht nachgewiesen. Einige der fraglichen Instrumente gehen wahrscheinlich auf seine Neffen zurück. In den Staatlichen Kunstsammlungen Dresden (Schloss Pillnitz) befindet sich ein Cembalo (um 1740; Inv.-Nr. 37413), dessen Zuschreibung für Gottfried Silbermann hingegen als gesichert gilt. Von der großen Anzahl Hammerflügel, die er angefertigt hat, haben sich zweifelsfrei nur drei erhalten. Einer befindet sich im Konzertsaal von Schloss Sanssouci (Freiberg, 1746), ein anderer im Neuen Palais in Potsdam (Freiberg, 1747). Ein dritter originaler Hammerflügel (Freiberg, 1749) ist in besserem Zustand und hat seinen Standort im Germanischen Nationalmuseum in Nürnberg.
Carl Philipp Emanuel Bach überließ 1781 seinem Schüler Dietrich Ewald von Grotthuß sein Silbermannsches Clavichord. Anlässlich des Besitzerwechsels tauschten beide miteinander Kompositionen aus.

### Schüler

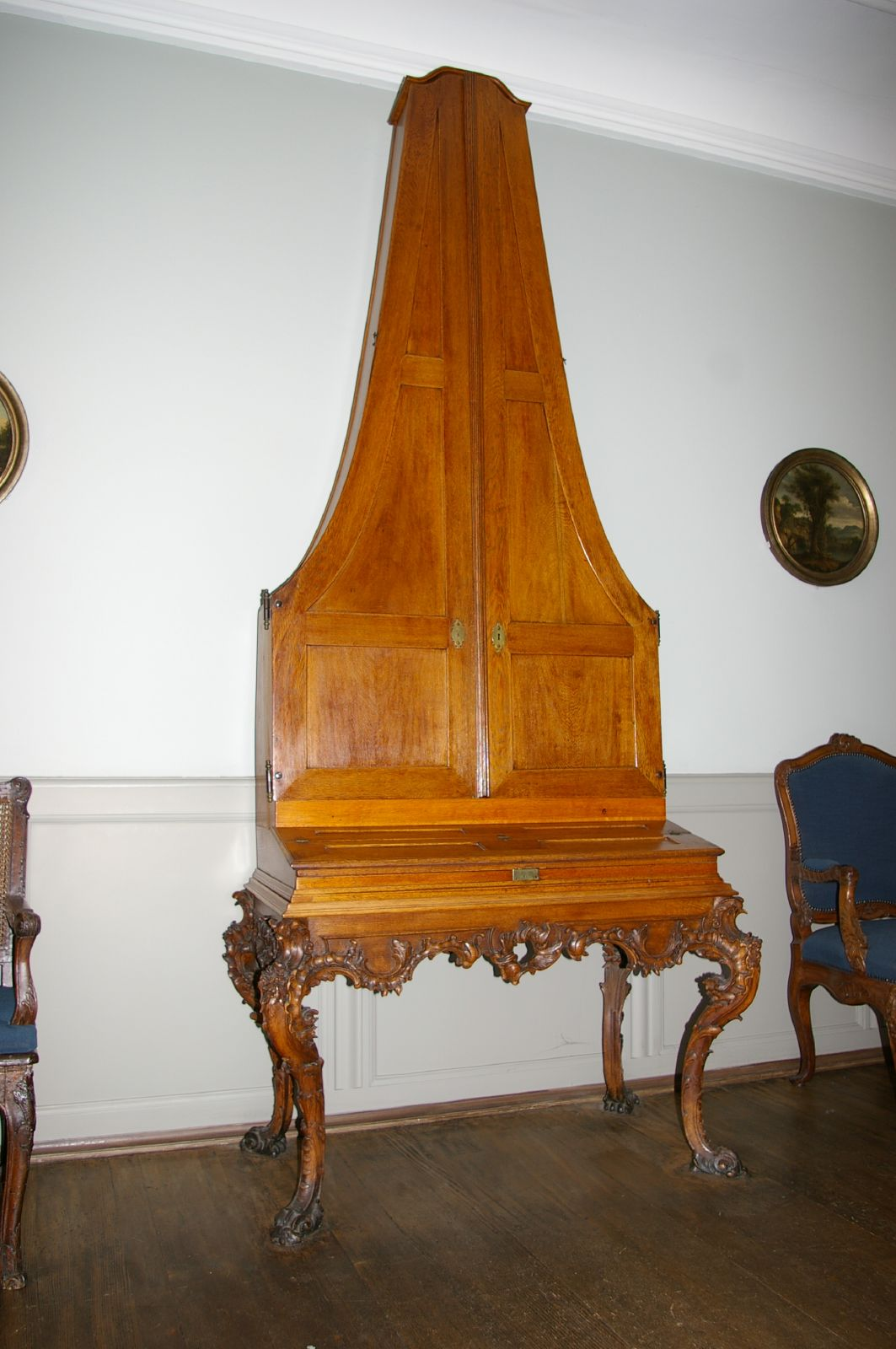
Pyramidenflügel Friedericis im Frankfurter Goethe-Haus

Zu Silbermanns unmittelbaren Schülern gehörten die Orgelbauer Zacharias Hildebrandt, David Schubert (1688–1757), Johann Jacob Graichen (1701–1760), Johann Christoph Leibner (1711–1760) und sein Neffe Johann Georg Silbermann (1698–1749). Seine Mitarbeiter Johann Georg Schön (1706–1764) und Adam Gottfried Oehme (1718–1789) führten nach Silbermanns Tod die Freiberger Werkstatt fort. Joachim Wagner arbeitete ebenfalls für Gottfried Silbermann; er wird manchmal auch als „Märkischer Silbermann“ bezeichnet. In der Tradition Silbermanns standen die Orgelbauerfamilien Trampeli und Kayser und im 19. Jahrhundert Johann Gottlob Mende, Johann Gotthilf Bärmig, Carl Eduard Schubert und die ersten beiden Generationen der Familie Jehmlich. Auch der norddeutsche Orgelbauer Johann Daniel Busch besuchte 1754/1755 Dresden, um die berühmten Instrumente Silbermanns kennenzulernen. Gestaltungs- und Dispositionsprinzipien Silbermanns beeinflussten seine eigenen Orgelneubauten teils maßgeblich.
Wie damals üblich, waren die meisten der genannten Orgelbauer zugleich Klavierbauer. Im Klavierbau hatte Silbermann zahlreiche weitere Schüler. Zwölf wanderten während der Wirren des Siebenjährigen Krieges nach England aus und wurden die „Zwölf Apostel“ genannt. Sie begründeten dort eine blühende Klavierbautradition, die direkt auf Christoforis Stoßtechnik aufbaute. Christian Ernst Friederici experimentierte mit aufrecht stehenden Pyramidenformen. Johannes Zumpe entwickelte zwischen 1760 und 1762 ein erstes Tafelklavier, das eine einfache Mechanik hatte und kostengünstig produziert werden konnte. Auf diese Weise legten die Silbermann-Schüler die Grundlagen für den Siegeszug des Tafelklaviers im europäischen Bürgertum.

### Bedeutung
Gottfried Silbermann gilt als der bedeutendste Orgelbauer Mitteldeutschlands im Barock. Kaum ein anderer Orgelbauer hat eine Orgellandschaft so nachhaltig geprägt wie Silbermann die Orgelregion Sachsen. Obwohl sein Wirkungsgebiet zeitlebens regional sehr eingeschränkt blieb, war sein Werk schul- und stilbildend. Schüler und Mitarbeiter verbreiteten seine Bauprinzipien außerhalb Sachsens. Silbermanns handwerkliches Geschick, die hohen Qualitätsstandards, seine große technische Ökonomie im Instrumentenbau und seine Intonationskunst haben bis heute Maßstäbe gesetzt. Zahlreiche seiner Orgelwerke wurden nachgebaut oder dienten bei modernen Neubauten als Inspirationsquelle. Eine besondere Rolle kam der großen Orgel im Freiberger Dom zu, die weitgehend erhalten ist und als eine der wertvollsten Barockorgeln Europas großen Einfluss auf den historisch orientierten Orgelbau ausübt. Die Orgel der Dresdner Frauenkirche wurde im Zuge des Wiederaufbaus nicht konsequent rekonstruiert, da man dort eine Synthese mit einer modernen Universalorgel anstrebte.

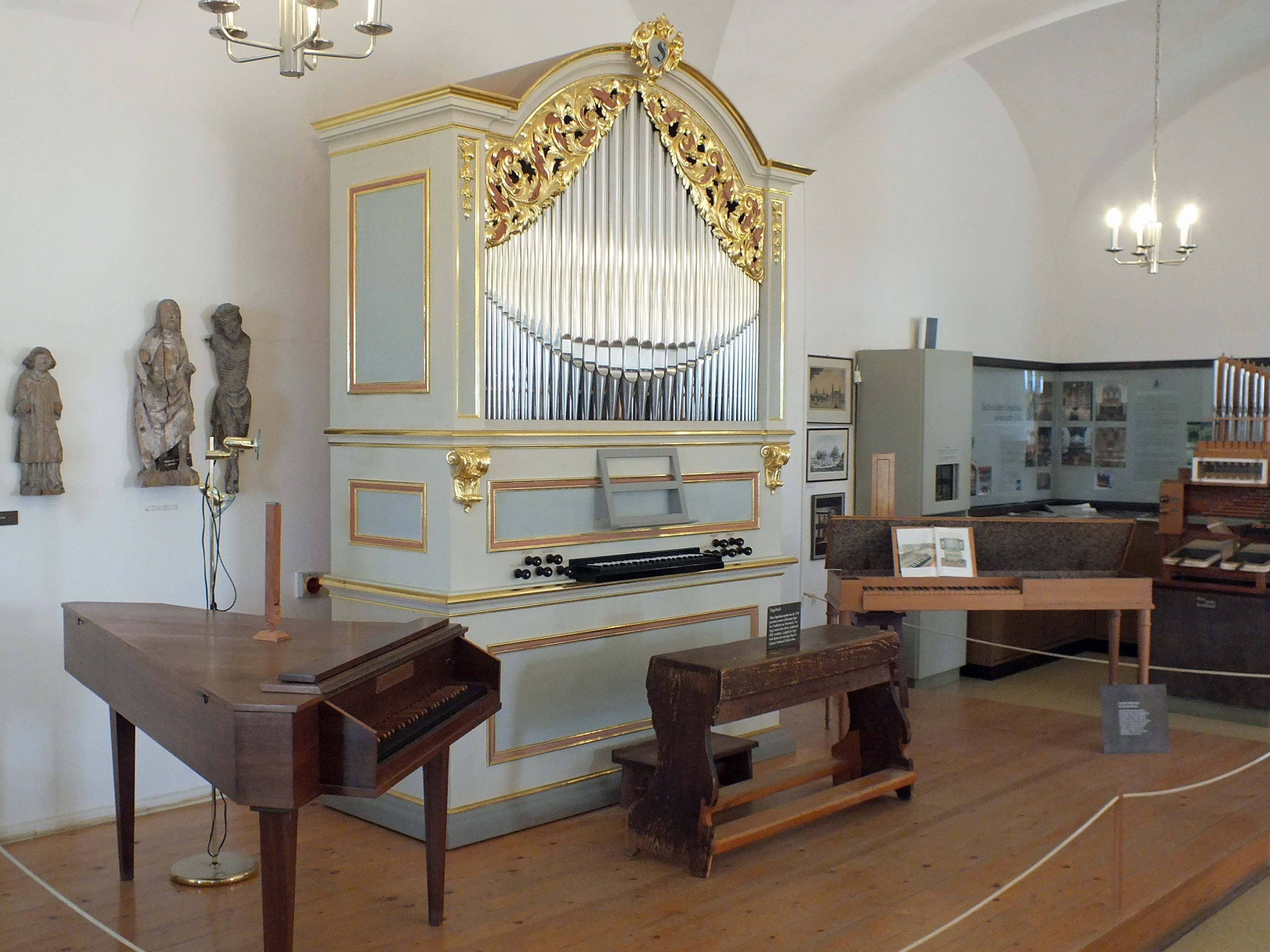
Im früheren Silbermann-Museum auf Schloss Frauenstein

Im Laufe der Jahrhunderte erwies sich Gottfried Silbermann durch seine Werke als beständige Größe. Seine Instrumente waren und sind von ausgezeichneter Qualität und zeugen von ihrem begabten Schöpfer. Während seine Orgeln von Anfang an hohe Wertschätzung erfuhren und deshalb größtenteils bewahrt blieben, ging das Bewusstsein für Silbermanns Erfindungsreichtum und Weiterentwicklung im Bereich der besaiteten Tasteninstrumente im Laufe der Jahre verloren, sodass nur noch drei seiner Hammerflügel erhalten sind. Von Silbermanns Hammerflügeln und Orgeln gibt es zahlreiche moderne Repliken und Rekonstruktionen.
In Lob- und Erinnerungsgedichten anlässlich von Orgelweihen wurde regelmäßig das außerordentliche Niveau gepriesen und mit Wortspielen über den „rechten Silber-Klang“ auf den Namen Silbermann Bezug genommen. So lobte Johann Kuhnau in seinen Gutachten den „reinen silbernen“ und den „angenehmen und silbernen Klang“ der Intonation. Wilhelm Friedemann Bach schrieb 1736: „Berühmter Silbermann! … Dein Ruhm wird ewig bleiben, den DU durch Deine Kunst mit gantz geschickter Hand bereits erworben hast in unserm Sachsen-Land.“
Heute ist insbesondere die Gottfried-Silbermann-Gesellschaft um den Erhalt der Silbermann-Orgeln und die Erforschung und Erschließung seines musikalischen Erbes bemüht. In Frauenstein, in der Nähe seines Geburtsortes, befindet sich am Markt 4 das Gottfried-Silbermann-Museum mit einer Replik des Etzdorfer Positivs, das seit 1939 im Bremer Dom steht. Bei Restaurierungen der erhaltenen Silbermann-Orgeln sind die Orgelbaufirmen Jehmlich (Dresden), Eule (Bautzen), Rühle (Moritzburg), Wegscheider (Dresden) und Groß (Waditz) hervorgetreten. Inzwischen sind die meisten Instrumente wieder dem Originalzustand angenähert, spätere Änderungen der Disposition rückgängig gemacht und verlorene Register rekonstruiert worden.

## Werkliste
Diese Liste enthält alle Orgelneubauten Gottfried Silbermanns.
Die Opuszahlen bei Nr. 1–4 bedeuten, dass Gottfried Silbermann diese Gemeinschaftsarbeiten in die Zählung seiner Werke einbezog.
Durch die Einfügung der Hilbersdorfer Orgel (1724), deren Urheberschaft Silbermanns seit 2010 als gesichert gilt, in die Werkliste und den Wegfall der nicht authentischen Orgel in Wegefarth sind die Opuszahlen 19 bis 35 gegenüber älteren Werkverzeichnissen um eine Stelle verschoben.
Bei einem 2013 in der Schlosskapelle Seerhausen aufgefundenen Truhenpositiv ist die Zuschreibung an Silbermann unsicher. Es ist nur zu einem geringen Teil erhalten (eine Zinnpfeife, eine Taste, Teile des Gehäuses und des Schnitzwerks) und verfügte ursprünglich über drei Register. Als Entstehungsjahr wurde 1722 vermutet.
Die Größe der Instrumente wird durch die Anzahl der Manuale (6. Spalte) und die Anzahl der klingenden Register (7. Spalte) angegeben. „P“ steht für ein selbstständiges Pedal.
Kursivschrift zeigt an, dass die Orgel nicht mehr oder nur der Prospekt erhalten ist.
| Jahr              | Opus | Ort                     | Kirche                                                                         | Bild | Manuale | Register | Bemerkungen |
| ----------------- | ---- | ----------------------- | ------------------------------------------------------------------------------ | ---- | ------- | -------- | --- |
| 1703              | 01   | Straßburg               | Margarethenkloster                                                             |      | II/P    | 12       | Beim Bau dieser Orgel wurde Silbermann von seinem Bruder Andreas ins Orgelbauhandwerk eingeführt. Oberteil des Gehäuses seit 1793 in Ittenheim (Foto) erhalten → Orgel |
| 1706              | 02   | Straßburg               | Collegium Wilhelmitanum                                                        |      | I       | 08       | Gemeinschaftsarbeit mit Bruder Andreas; nicht erhalten → Orgel |
| 1707              | 03   | Straßburg               | St. Nikolai                                                                    |      | II/P    | 18       | Gemeinschaftsarbeit mit Bruder Andreas; 1813, 1819/1820, 1849/1850 und 1884 umgebaut; Orgel ist seit 1967 demontiert. Einzelteile wurden in andere Orgeln eingebaut. → Orgel |
| 1708              | 04   | Straßburg               | Neue Kirche (Temple Neuf)                                                      |      | P       | 07       | Gemeinschaftsarbeit mit Bruder Andreas; 1702 von Friedrich Ring und Pierre oder Claude Legros mit einem freien Pedal ergänzt (7 Register); Prospekt in Ribeauvillé erhalten → Orgel |
| 1711              | 05   | Frauenstein             | Stadtkirche                                                                    |      | I/P     | 15       | 1728 durch einen Stadtbrand zerstört → Orgel |
| 1710–1714         | 06   | Freiberg                | Freiberger Dom (Große Orgel)                                                   |      | III/P   | 44       | 1738 Oberwerk durch Silbermann geringfügig umdisponiert; 1933 ein Register ersetzt; weitgehend unverändert erhalten. Nach mehreren Umstimmungen wurde 1985 ein Kompromiss zwischen mitteltöniger und wohltemperierter Stimmung gewählt. 1981–1983 und 2009–2010 durch Jehmlich restauriert → Orgel |
| 1714              | 07   | Conradsdorf             | Dorfkirche                                                                     |      | I       | 07       | 1872 in neue Kirche umgesetzt; 1898 ersetzt und verschollen → Orgel |
| 1715              | 08   | Pfaffroda               | St. Georg                                                                      |      | I/P     | 14       | Weitgehend erhalten; 1967–1968 durch Wilhelm Rühle restauriert; 1983 und 1992–1993 durch Wieland Rühle instand gesetzt → Orgel |
| 1714–1716         | 09   | Oberbobritzsch          | St. Nikolai                                                                    |      | I/P     | 13       | 1743 Tausch eines Pedalregisters durch Silbermann; 1898–1899 zwei Register ersetzt; 1915/1916 durch Johannes Jahn eingreifend umgebaut; 1946 durch Eule umdisponiert; stark veränderter Zustand (73 Prozent des Pfeifenbestands erhalten) → Orgel |
| 1715–1716         | 10   | Niederschöna            | Dorfkirche                                                                     |      | I/P     | 14       | 1754/1755 auf die Westempore umgesetzt; 1854 ein Pedalregister ersetzt; 1876 Erneuerung der Windanlage nach einem Blitzschlag; 1907 Erweiterungsumbau durch Jehmlich; verändert erhalten; 1959/1960 und 1975 durch Jehmlich restauriert (nicht in originaler Bauweise); 1992 Rekonstruktion der Pedaltrompete durch Wegscheider. 2015/2016 Restaurierung und weitgehende Rückführung durch Wegscheider. → Orgel |
| 1716–1717         | 11   | Freiberg                | Jakobikirche                                                                   |      | II/P    | 20       | 1892 in neuerbaute Jakobikirche umgesetzt, wobei eine Erweiterung durch Ladegast erfolgte; 1905 ein Register ersetzt; 1954/1955 Entfernung der Zusatzregister von 1892 und Ergänzung um zwei Pedalregister mit Pfeifenbestand von 1892, Neubau der gemischten Stimmen im Hauptwerk; erhalten, teils neues Pfeifenwerk; 1995 durch Wegscheider repariert und teils rekonstruiert, 2017 durch Ekkehard Groß restauriert → Orgel |
| 1717–1718         | 12   | Großkmehlen             | St.-Georgs-Kirche                                                              |      | II/P    | 22       | Erhalten; nach einem Blitzschlag im Jahr 1944 Pfeifenwerk 1953 weitgehend erneuert; 1995/1996 durch Wieland Rühle restauriert → Orgel |
| 1718–1719         | 13   | Freiberg                | Johanniskirche                                                                 |      | I/P     | 14       | 1939 in Dom St. Marien überführt und als Chororgel aufgestellt; weitgehend erhalten; 1996/1997 durch Jehmlich teilrestauriert → Orgel |
| 1718–1720         | 14   | Dresden                 | Sophienkirche                                                                  |      | II/P    | 30       | 1747 um ein Register erweitert; 1813, 1836, 1875, 1910 und 1936 weitere Umdisponierungen; 1945 zerstört → Orgel |
| 1720              | 15   | Dresden                 | Hofkapelle des Residenzschlosses Dresden (ehemaliges Opernhaus am Taschenberg) |      | I       | ?        | 1751 in die Kaiserkapelle in der Dresdner Neustadt umgesetzt; 1813 von russischen Truppen während der Befreiungskriege geraubt und seitdem verschollen → Orgel |
| 1718–1721         | 16   | Rötha                   | Stadtkirche St. Georg                                                          |      | II/P    | 23       | 1935 Erneuerungen, vor allem der wurmstichigen Holzpfeifen; erhalten; 1979–1980 durch Eule restauriert → Orgel |
| 1721–1722         | 17   | Rötha                   | Marienkirche                                                                   |      | I/P     | 11       | Weitgehend unverändert erhalten; 2008 durch Ekkehart Groß restauriert → Orgel |
| 1721–1722         | 18   | Chemnitz                | St. Johannis                                                                   |      | I/P     | 14       | 1792 durch Johann Gottlob Trampeli um ein Oberwerk erweitert; 1879 nach Auligk verkauft, Austausch zweier Register; seit 1958 in St.-Kilian-Kirche, Bad Lausick (Foto), Erweiterung des Pedalwerks; verändert erhalten; 1988 durch Eule restauriert → Orgel |
| 1724              | 19   | Hilbersdorf             | Evangelische Dorfkirche                                                        |      | I       | 05       | Seit 1926 im Musikinstrumentenmuseum Leipzig; 1943 stark beschädigt; ab 1964 Zuschreibung an Hildebrandt, ab der 2010er Jahre Sicherung der Urheberschaft Silbermanns; 2005 durch Wieland Rühle restauriert → Orgel |
| 1723–1725         | 20   | Reichenbach im Vogtland | Stadtkirche St. Petri und Pauli                                                |      | II/P    | 29       | 1906 und 1927 durch Jehmlich stark verändert; Prospekt und Holzpfeifen im Pedal erhalten; 1972 Neubau durch Jehmlich unter Einbeziehung der erhaltenen Prospektteile und von vier Pedalregistern → Orgel |
| 1725 (?)          | 21   | Ringethal               | Schlosskapelle                                                                 |      | I       | 06       | Ursprünglich in der Schlosskapelle, 1762 in Dorfkirche umgesetzt; weitgehend unverändert erhalten; 1995 durch Eule restauriert → Orgel |
| 1726              | 22   | Forchheim               | Evangelische Kirche                                                            |      | II/P    | 20       | 1910 um eine Aeoline 8′ ergänzt; 1917 Beschlagnahmung der Prospektpfeifen; weitgehend erhalten; 2001 durch Wieland Rühle restauriert → Orgel |
| 1726              | 23   | Dittersbach bei Stolpen | Dorfkirche                                                                     |      | I/P     | 14       | Einzige unbemalte Silbermann-Orgel, 1893 lackiert (1980 Lack entfernt); 1926 ein Register ersetzt; weitgehend erhalten; 1980 Restaurierung durch Eule → Orgel |
| 1724–1727         | 24   | Oederan                 | Stadtkirche                                                                    |      | II/P    | 24       | Heute neugotisches Gehäuse von 1892, gleichzeitig zwei Register ersetzt, die ausgelagert und 1937 wieder eingebaut wurden; 1917 Beschlagnahme der Prospektpfeifen; verändert erhalten (Foto vor 1890); 1992/1993 durch Eule restauriert; 1997 um eine Vox humana 8′ auf Zusatzschleife ergänzt → Orgel |
| 1727              | 25   | Rochlitz                | St. Petri                                                                      |      | II/P    | 20       | 1836 durch Carl Gottlob Gottleuber umgebaut und erweitert; 1894 abgebrochen und durch Neubau von Paul Schmeisser ersetzt → Orgel |
| 1727 (?)          | 26   | Lebusa                  | Ev. Dorfkirche                                                                 |      | I/P     | 14       | 1953 wurmstichige Holzpfeifen erneuert; weitgehend erhalten (94 Prozent des Pfeifenbestandes); 1994–1997 durch Jehmlich restauriert → Orgel |
| 1728 (?)          | 27   | Tiefenau                | Schlosskapelle                                                                 |      | I       | 09       | Rechts vom Altar leeres Gehäuse mit Blindpfeifen als symmetrische Entsprechung; Orgel 1945 stark beschädigt; Reste erhalten; 1997 durch Wegscheider rekonstruiert → Orgel |
| 1726–1728         | 28   | Helbigsdorf             | Kirche Helbigsdorf                                                             |      | II/P    | 17       | Kleinste zweimanualige Orgel Silbermanns; 1935 und 1952 einige Holzpfeifen ersetzt, 1957 bei vier Registern neue Pfeifenfüße; weitgehend erhalten (96 Prozent der Metallpfeifen); 1994 durch Jehmlich restauriert, 1998 durch Wieland Rühle klanglich überarbeitet → Orgel |
| 1727–1729         | 29   | Püchau                  | Dorfkirche                                                                     |      | II/P    | 20       | 1869 durch Conrad Geißler in die neue Kirche umgesetzt; 1922 abgebrochen und durch Neubau von Jehmlich ersetzt; Manualklaviatur zum Teil im Silbermann-Museum erhalten → Orgel |
| 1727–1730         | 30   | Glauchau                | Stadtkirche St. Georgen                                                        |      | II/P    | 27       | 1836, 1853, 1891, 1936, 1949 mehrfach umdisponiert; 1952–1953 Ersatz der meisten Metallpfeifen und Einbau neuer Kerne in die restlichen; 24 Prozent des Pfeifenbestands erhalten, keine unveränderte Metallpfeife; 1997–1998 Restaurierung durch Eule, Rekonstruktion der meisten Register → Orgel |
| 1730              | 31   | Reichenbach im Vogtland | St. Trinitatis                                                                 |      | I       | um 10    | 1773 durch Brand zerstört → Orgel |
| 1729–1731         | 32   | Reinhardtsgrimma        | Dorfkirche                                                                     |      | II/P    | 20       | 1852 eingreifend überarbeitet, Ersatz aller Holzpfeifen, neue Pfeifenfüße aller (halb)gedackten Metallpfeifen; erhalten; etliche Pfeifen erneuert oder verändert; 1997 durch Wegscheider restauriert → Orgel |
| 1730–1731         | 33   | Mylau                   | Stadtkirche                                                                    |      | II/P    | 21       | 1890 in neue Kirche überführt, mit neugotischem Gehäuse versehen und Pfeifenbestand zum Teil ersetzt; 1896 und 1911 je ein Register ersetzt; zwei Drittel der Register erhalten (Foto vor 1890); 1997 stellte Jehmlich den Zustand von 1896 wieder her → Orgel |
| 1731–1732         | 34   | Crostau                 | Kirche zu Crostau                                                              |      | II/P    | 20       | 1808 Ersatz gestohlener Zinnpfeifen; 1869 in den Kirchenneubau umgesetzt; 1914 Austausch eines Registers; erhalten; 2016 Restaurierung durch Eule → Orgel |
| nach 1731         | 35   | Freiberg                | Hausorgel für Domorganisten Johann Christoph Erselius                          |      | I       | 05       | Ab 1753 an Nikolaikirche vermietet; 1772 im Besitz des Domorganisten Johann Paul Zimmermann; 1776 an Nikolaikirche verkauft; 1840 im Besitz des Orgelbauers Karl Traugott Stöckel und seitdem verschollen → Orgel |
| nach 1732         |      | Wegefarth               | Dorfkirche                                                                     |      | I       | ?        | Zuschreibung an Silbermann widerlegt; nicht erhalten; nach 1840 verschollen → Orgel |
| vor 1734          | 36   | Schweikershain          | Dorfkirche                                                                     |      | I/P     | 06       | 1923 ein Register ersetzt; 1955 auf die Westempore umgesetzt; weitgehend erhalten → Orgel; Orgel |
| spätestens 1734   | 37   | Etzdorf                 | Dorfkirche                                                                     |      | I       | 08       | 1838 nach Wallroda umgesetzt; 1902 nach Bischofswerda umgesetzt; 1919 in Privatbesitz; ab 1939 im Bremer Dom; 75 Prozent des Pfeifenbestands erhalten; 1994 ursprüngliche Disposition rekonstruiert und Positiv restauriert durch Wegscheider; diente als Vorlage für Nachbau im Silbermann-Museum; → Orgel |
| 1734–1735         | 38   | Freiberg                | Stadtkirche St. Petri                                                          |      | II/P    | 32       | Erste Großorgel in neuer Konzeption auf Grundlage des Principals 16′ im Prospekt mit überhöhtem Mittelturm; 1893–1895 Traktur erneuert, Einbau eines dritten Manualwerks mit fünf Registern und eines zusätzlichen Pedalregisters; 1959 Echowerk entfernt und Kerne bei acht Metallregistern erneuert; weitgehend erhalten; 2006/2007 durch Wegscheider und Jehmlich restauriert und rekonstruiert → Orgel |
| 1732–1736         | 39   | Dresden                 | Frauenkirche                                                                   |      | III/P   | 43       | Prospektentwurf nach George Bähr und Johann Christian Feige; 1745 und 1818/1819 repariert, 1874/1875 Austausch eines Registers; 1903 durch Jehmlich um einige Register ergänzt; 1911/1912 durch Johannes Jahn auf IV/P/65 erweitert und umgebaut, 1939–1942 Schaffen einer Orgelanlage mit 85 Registern und drei Spieltischen durch Jehmlich mittels Anschlusses der 1937 erbauten Jehmlich-Chororgel und des umdisponierten, nun eigenständigen Schwellwerks von 1912; bis zur Zerstörung 1945 blieben 42 der 43 Register von Silbermann erhalten; 2005 keine konsequente Rekonstruktion, sondern Neubau mit neoklassisch-französischer Prägung und erweiterter Disposition durch Daniel Kern → Orgel |
| 1734–1737         | 40   | Ponitz                  | Friedenskirche (Dorfkirche)                                                    |      | II/P    | 27       | 1782 Einbau eines Glockenspiels; 1936 Ersatz wurmstichiger Holzpfeifen; weitgehend vollständig erhalten; 1984 durch Eule restauriert → Orgel |
| 1734–1738         | 41   | Frauenstein             | Stadtkirche                                                                    |      | II/P    | 20       | 1869 durch Stadtbrand zerstört; wie 1728 bereits das Vorgängerinstrument von 1711 → Orgel |
| 1735–1739         | 42   | Greiz                   | St. Marien                                                                     |      | II/P    | 31       | 1802 durch Stadtbrand zerstört |
| 1738–1741         | 43   | Zittau                  | St. Johannis                                                                   |      | III/P   | 44       | 1757 bei der Belagerung Zittaus im Siebenjährigen Krieg zerstört → Orgel |
| ?–1741            | 44   | Großhartmannsdorf       | Dorfkirche Großhartmannsdorf                                                   |      | II/P    | 21       | Weitgehend unverändert erhalten; 1967 durch Eule restauriert; weitere Arbeiten 1972 und 1990 → Orgel |
| 1736–1742         | 45   | Zöblitz                 | Stadtkirche                                                                    |      | II/P    | 20       | 1903 ein Register entfernt und zwei ergänzt; weitgehend erhalten; 1996/1997 durch Wieland Rühle restauriert → Orgel |
| 1739–1742         | 46   | Fraureuth               | Dorfkirche                                                                     |      | II/P    | 20       | Pflegearbeiten, teilweise mit Veränderungen, 1928 Umstimmung in aktuellen Kammerton durch umgehängte Tontraktur; 2018/2019 umfassende Restaurierung und Wiederherstellung der ursprünglichen Stimmtonhöhe durch Christoph Rühle; weitgehend unverändert erhalten → Orgel |
| ?–1743            | 47   | Schloss Burgk           | Schlosskapelle                                                                 |      | I/P     | 12       | Weitgehend unverändert erhalten; 1982 durch Eule restauriert → Orgel |
| 1748              | 48   | Nassau                  | Dorfkirche                                                                     |      | II/P    | 19       | Weitgehend unverändert erhalten; 1998 durch Jehmlich restauriert → Orgel |
| 1749 (?)–1752 (?) | 49   | Frankenstein            | Dorfkirche Frankenstein                                                        |      | I/P     | 13       | Durch Johann Daniel Silbermann vollendet; 1883 nach einem Brandschaden instand gesetzt; erhalten; 1997–1998 durch Wieland Rühle restauriert unter Einbeziehung der Prospektpfeifen von 1883 → Orgel |
| 1750–1755         | 50   | Dresden                 | Katholische Hofkirche                                                          |      | III/P   | 47       | Maßgeblich von Mitarbeitern erbaut und nach Silbermanns Tod vollendet; außer Gehäuse und Bälgen im Zweiten Weltkrieg ausgelagert; 1963–1971 wiederaufgebaut und Gehäuse nach fotogrammetrischem Verfahren rekonstruiert; 2001/2002 durch Jehmlich und Wegscheider weiterführend rekonstruiert (Wiederherstellung der ursprünglichen Kammertonstimmung, Nachbau der Balganlage); Pfeifenwerk bis auf Unda maris erhalten; Änderungen weitgehend beseitigt → Orgel |

## Film
- Silbermann – Zwei Brüder erobern die Orgelwelt (Memento vom 5. Februar 2016 im Internet Archive). In: mdr.de. 26. November 2015 (Dokumentarfilm von Steffen Jindra. MDR, 2014, 29:45 Min.)